# Phoradendron uniseriale
Phoradendron uniseriale är en sandelträdsväxtart som beskrevs av Kuijt. Phoradendron uniseriale ingår i släktet Phoradendron och familjen sandelträdsväxter. Inga underarter finns listade i Catalogue of Life.